# Ignacy Mycielski (generał)
Ignacy Mycielski hrabia herbu Dołęga (ur. 17 stycznia 1784 w Zbąszyniu, zm. 22 kwietnia 1831 w Warszawie) – polski generał.
Był synem starosty oświęcimskiego Jana Nepomucena i Anny z Garczyńskich, wnukiem kasztelana poznańskiego Macieja, bratankiem wojewody inowrocławskiego Józefa i starosty lubiatowskiego i generała Stanisława. Ignacy Mycielski wstąpił w listopadzie 1806 do konnej gwardii honorowej Napoleona, rok później awansował na podporucznika; był adiutantem pułkownika Wincentego Krasińskiego (późniejszego generała). Brał udział w kampaniach 1807 na Pomorzu i w Prusach Wschodnich.
W 1809 awansowany na majora, 1813 na pułkownika. Uczestniczył w kolejnych kampaniach napoleońskich, w 1814 po kolejnej kampanii pozostał przez jakiś czas we Francji, czekając na wyjaśnienie statusu ziem byłego Księstwa Warszawskiego. Powrócił do Warszawy w październiku 1815, w utworzonej armii polskiej został dowódcą 4. Pułku Piechoty Liniowej. Na jesieni 1820 mianowany komendantem Korpusu Kadetów w Kaliszu, pozostał na tym stanowisku do wybuchu powstania listopadowego. We wrześniu 1826 otrzymał nominację cara Mikołaja I na generała brygady.
Miał opinię lojalnego oficera wobec rodziny carskiej. Po wybuchu powstania młodzież kaliska dokonała napadu na jego mieszkanie, doszło m.in. do zniszczenia portetów członków rodziny carskiej. Bez względu na zastrzeżenia Józef Chłopicki mianował Mycielskiego 4 stycznia 1831 dowódcą twierdzy Modlin (w miejsce generała Kazimierza Małachowskiego). Generał Mycielski pozostał na stanowisku zaledwie miesiąc, 6 lutego odwołany z powodu postępującej choroby (prawdopodobnie gruźlicy). W kwietniu 1831 zmarł w Warszawie.
Nie założył rodziny. Był wielokrotnie odznaczony, m.in. Krzyżem Kawalerskim Orderu Virtuti Militari (1808), Orderem Legii Honorowej (1812), Orderem Św. Stanisława I klasy (1829), Orderem Św. Anny II klasy. W 1830 został nagrodzony Znakiem Honorowym za 20 lat służby.
Był członkiem loży wolnomularskiej Français et Polonais.